# Never Too Late 〜夢のつづき〜
『Never Too Late 〜夢のつづき〜』（ネバー・トゥー・レイト ゆめのつづき）は木根尚登2枚目のミニ・アルバム。1993年9月9日発売。

## 概要
前作に続きミニ・アルバム。本作は清水信之、北島健二、葛城哲哉、土橋安騎夫といった豪華なメンバーが参加。
2015年11月12日、「Don’t Turn Away」(シングル『もう 戻らない』カップリング曲)、「月の河」（アルバム『RUNNING ON』収録曲）をボーナス・トラックとして追加、リマスターの上、ブルースペックCD2で再発。

## 収録曲
| 全作曲: 木根尚登。 |                                |            |            |            |                                                 |      |
| #                  | タイトル                       | 作詞       | 作曲・編曲 | 編曲       | 備考                                            | 時間 |
| 1.                 | 「Not Too Late」               | 小室みつ子 | 木根尚登   | 清水信之   | コーラスとして宇都宮隆と小室哲哉がTMNとして参加 | 5:01 |
| 2.                 | 「もう 戻らない」              | 北井いずみ | 木根尚登   | 清水信之   |                                                 | 4:53 |
| 3.                 | 「夜明けのスローボード」       | 小室みつ子 | 木根尚登   | 清水信之   | コーラスで鈴木結女が参加                        | 4:57 |
| 4.                 | 「時代を抱きしめて」           | 木根尚登   | 木根尚登   | 嶋田陽一   |                                                 | 4:58 |
| 5.                 | 「レイニーブルースが聞こえる」 | 緑川久美子 | 木根尚登   | 奈良部匠平 |                                                 | 5:12 |
| 6.                 | 「君がいた夏」                 | 木根尚登   | 木根尚登   | 奈良部匠平 |                                                 | 6:52 |
| 合計時間:          | 合計時間:                      | 合計時間:  | 合計時間:  | 合計時間:  | 31:53                                           |      |

## クレジット

### レコーディングメンバー
Not Too Late
- 清水信之: all instruments
- 佐橋佳幸: Guitar
- 数原晋: Horn
- Jake H.Conception: Horn
- TMN: Backing Vocal

もう 戻らない
- 清水信之: all instruments

夜明けのスローボード
- 清水信之: all instruments
- 糸井将博: Sax
- 鈴木結女: Backing Vocal

時代を抱きしめて
- 北島健二: Guitar
- 美久月千晴: Bass
- 葛城哲哉: Backing Vocal
- 西村麻聡: Backing Vocal

レイニーブルースが聞こえる
- 奈良部匠平: Synthesizer
- 林部直樹: Guitar
- 小原礼: Bass
- 坂口良治:Drums
- 三沢またろう: Percussion
- 倉田信雄: Piano
- 土橋安騎夫: Organ
- 吉川忠英: Acoustic Guitar
- 安部恭弘: Backing Vocal
- 村田和人: Backing Vocal

君がいた夏
- 奈良部匠平: Synthesizer
- 林部直樹: Guitar
- 美久月千晴: Bass
- 坂口良治: Drums
- 三沢またろう: Percussion
- 倉田信雄: Piano
- 吉川忠英: Acoustic Guitar
- 河内淳一: Backing Vocal
- 鈴木雄大: Backing Vocal

### スタッフ
- Produced: 木根尚登, 山口三平
- Directed: 松田芳明
- Executive Producer: 小坂洋二
- Mixed: 梅津達男 (#1-3), 飯泉 "トッピー" 俊之 (#4-6)
- Recorded: 飯泉俊之, ごとうまさし, 伊藤隆司, 梅津達男, 森本信
- Synthesizer Programming: 迫田到, 石川鉄男, 堀川満志, 田端元, 山下恭文
- Mastered: おがわさとし
- Art Direction & Design:高橋伸明
- Design: よしだとしき

## リリース履歴
| No. | 日付           | レーベル             | 規格         | 規格品番  | 最高順位 | 備考           |
| --- | -------------- | -------------------- | ------------ | --------- | -------- | -------------- |
| 1   | 1993年9月9日   | EPIC・ソニーレコード | CD           | ESCB-1424 | 8位      |                |
| 2   | 2015年11月12日 | Sony Music Direct    | Blu-spec CD2 | DQCL-3208 |          | リマスター仕様 |